# Ormos (település)
Ormos (korábban Vorhoblyan, majd Verhovlán, horvátul:  Vrhovljan, németül: Ober Sankt Martin), falu  Horvátországban, Muraköz megyében. Közigazgatásilag Muraszentmárton községhez tartozik.

## Fekvése
Csáktornyától 20 km-re északnyugatra, községközpontjától Muraszentmártontól alig fél km-re keletre a Mura jobb partján fekszik.

## Története
A csáktornyai uradalomhoz tartozott, mely 1540-ben a csáktornyai Ernusztok kihalása után rövid ideig a Keglevich családé, majd 1546-ban I. Ferdinánd király adományából a Zrínyieké lett. 
Miután Zrínyi Pétert 1671-ben felségárulás vádjával halálra ítélték és kivégezték, minden birtokát elkobozták, így a birtok a kincstáré lett.  1715-ben III. Károly a Muraközzel együtt gróf Csikulin Jánosnak adta zálogba, de a király 1719-ben szolgálatai jutalmául elajándékozta Althan Mihály János cseh nemesnek. 
1791-ben gróf Festetics György vásárolta meg és ezután 132 évig a tolnai Festeticsek birtoka volt.
Vályi András szerint " VERTHOLÁN, vagy Verhovlán. Horvát falu Szala Várm. földes Urai Gr. Álthán Uraság, lakosai többfélék, fekszik Sz. Mártonnak szomszédságában, és annak filiája; határja meglehetős."
1910-ben 195, túlnyomórészt horvát lakosa volt. 1920-ig Zala vármegye Csáktornyai járásához tartozott.  2001-ben 336 lakosa volt.

## Nevezetességei
Kápolnája.

## Külső hivatkozások
- Muraszentmárton honlapja
- Muraszentmárton község honlapja (horvát nyelven)